# West Indies Women’s Cricket Team in Australien in der Saison 2023/24
Die Tour der West Indies Women’s Cricket Team nach Australien in der Saison 2023/24 fand vom 1. bis zum 14. Oktober 2023 statt. Die internationale Cricket-Tour war Bestandteil der internationalen Cricket-Saison 2023/24 und umfasste drei WODIs und drei WTwenty20s. Die WODIs waren Teil der ICC Women’s Championship 2022–2025. Australien gewann die WT20I-Serie 2−1 und die WODI-Serie 2−0.

## Vorgeschichte
Für beide Mannschaften war es die erste Tour der Saison. Das letzte Aufeinandertreffen der beiden Mannschaften bei einer Tour fand in der Saison 2019/20 auf den West Indies statt.

## Stadion
Die folgenden Stadien wurden für das Turnier ausgewählt.
| Stadion            | Stadt     | Kapazität | Spiele           |
| ------------------ | --------- | --------- | ---------------- |
| Allan Border Field | Brisbane  | 6.500     | 3. WT20; 1. WODI |
| Junction Oval      | Melbourne | 7.000     | 2 & 3. WODI      |
| North Sydney Oval  | Sydney    | 10.000    | 1. & 2. WT20     |

## Kaderlisten
Australien benannte seinen Kader am 7. September. Die West Indies benannte seinen Kader am 12. September.
| WODI | WODI | WTwenty20 | WTwenty20 |
| Australien | West Indies | Australien | West Indies |
| --- | --- | --- | --- |
| - Alyssa Healy (K, wk) - Tahlia McGrath (VK) - Darcie Brown - Ashleigh Gardner - Kim Garth - Jess Jonassen - Alana King - Phoebe Litchfield - Beth Mooney (wk) - Ellyse Perry - Megan Schutt - Annabel Sutherland - Georgia Wareham | - Hayley Matthews (K) - Shemaine Campbelle (VK, wk) - Aaliyah Alleyne - Shamilia Connell - Afy Fletcher - Cherry Ann Fraser - Shabika Gajnabi - Jannillea Glasgow - Chinelle Henry - Zaida James - Djenaba Joseph - Ashmini Munisar - Karishma Ramharack - Stafanie Taylor - Rashada Williams (wk) | - Alyssa Healy (K, wk) - Tahlia McGrath (VK) - Darcie Brown - Ashleigh Gardner - Kim Garth - Grace Harris - Jess Jonassen - Phoebe Litchfield - Beth Mooney (wk) - Ellyse Perry - Megan Schutt - Annabel Sutherland - Georgia Wareham | - Hayley Matthews (K) - Shemaine Campbelle (VK, wk) - Aaliyah Alleyne - Shamilia Connell - Afy Fletcher - Cherry Ann Fraser - Shabika Gajnabi - Jannillea Glasgow - Chinelle Henry - Zaida James - Djenaba Joseph - Ashmini Munisar - Karishma Ramharack - Stafanie Taylor - Rashada Williams (wk) |

## Women’s Twenty20 International

### Erstes WTwenty20 in Sydney
| 1. Oktober Scorecard | Sydney | West Indies 147-3 (20)           | – | Australien 149-2 (13.2) |
|                      |        | Australien gewinnt mit 8 Wickets |   |                         |

Australien gewann den Münzwurf und entschied sich als Feldmannschaft zu beginnen. Als Spielerin des Spiels wurde Hayley Matthews ausgezeichnet.

### Zweites WTwenty20 in Sydney
| 2. Oktober Scorecard | Sydney | Australien 212-6 (20)             | – | West Indies 213-3 (19.5) |
|                      |        | West Indies gewinnt mit 7 Wickets |   |                          |

Die West Indies gewann den Münzwurf und entschied sich als Feldmannschaft zu beginnen. Als Spielerin des Spiels wurde Hayley Matthews ausgezeichnet.

### Drittes WTwenty20 in Brisbane
| 5. Oktober Scorecard | Brisbane | Australien 190-9 (20)          | – | West Indies 143 (19.5) |
|                      |          | Australien gewinnt mit 47 Runs |   |                        |

Die West Indies gewann den Münzwurf und entschied sich als Feldmannschaft zu beginnen. Als Spielerin des Spiels wurde Hayley Matthews ausgezeichnet.

## Women’s One-Day Internationals

### Erstes WODI in Brisbane
| 8. Oktober Scorecard | Brisbane | West Indies 83 (27.3)            | – | Australien 87-2 (14.5) |
|                      |          | Australien gewinnt mit 8 Wickets |   |                        |

Australien gewann den Münzwurf und entschied sich als Feldmannschaft zu beginnen. Als Spielerin des Spiels wurde Alyssa Healy ausgezeichnet.

### Zweites WODI in Melbourne
| 12. Oktober Scorecard | Melbourne | West Indies 107-8 (25.3/29) | – | Australien |
|                       |           | No Result                   |   |            |

Australien gewann den Münzwurf und entschied sich als Feldmannschaft zu beginnen. Das Spiel musste auf Grund anhaltender Regenfälle abgesagt werden.

### Drittes WODI in Melbourne
| 15. Oktober Scorecard | Melbourne | West Indies 103 (31.4)           | – | Australien 106-2 (15.3) |
|                       |           | Australien gewinnt mit 8 Wickets |   |                         |

Australien gewann den Münzwurf und entschied sich als Feldmannschaft zu beginnen. Als Spielerin des Spiels wurde Kim Garth ausgezeichnet.

## Auszeichnungen

### Player of the Series
Als Player of the Series wurden der folgende Spieler ausgezeichnet.
| Serie | Player of the Series |
| ----- | -------------------- |
| WODI  | Kim Garth            |
| WT20  | Hayley Matthews      |

### Player of the Match
Als Player of the Match wurden die folgenden Spielerinnen ausgezeichnet.
| Spiel   | Player of the Match |
| ------- | ------------------- |
| 1. WODI | Alyssa Healy        |
| 2. WODI | –                   |
| 3. WODI | Kim Garth           |
| 1. WT20 | Hayley Matthews     |
| 2. WT20 | Hayley Matthews     |
| 3. WT20 | Hayley Matthews     |